# Haus-im-Haus-Prinzip

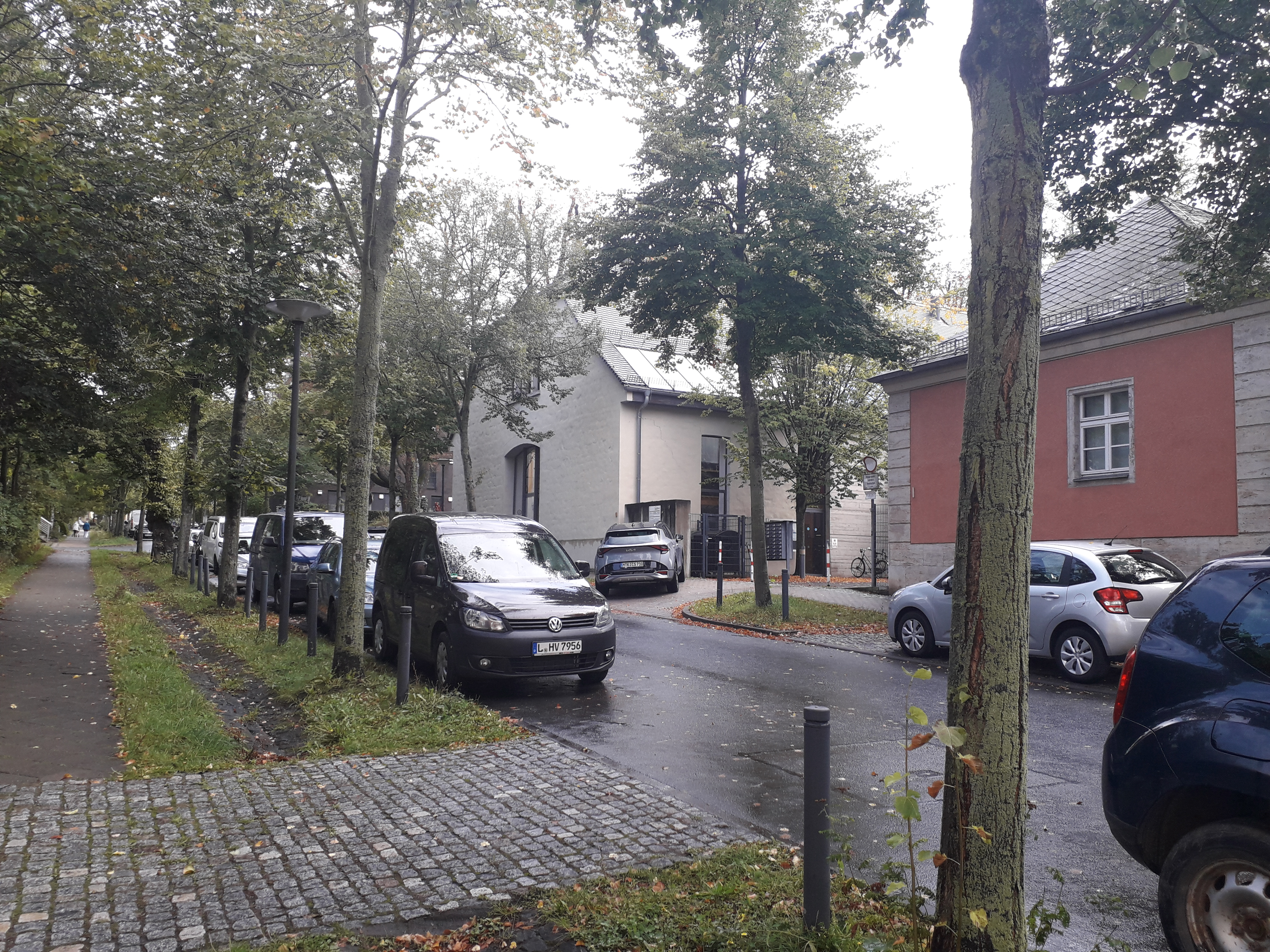
Erich-Markel-Haus in Weimar

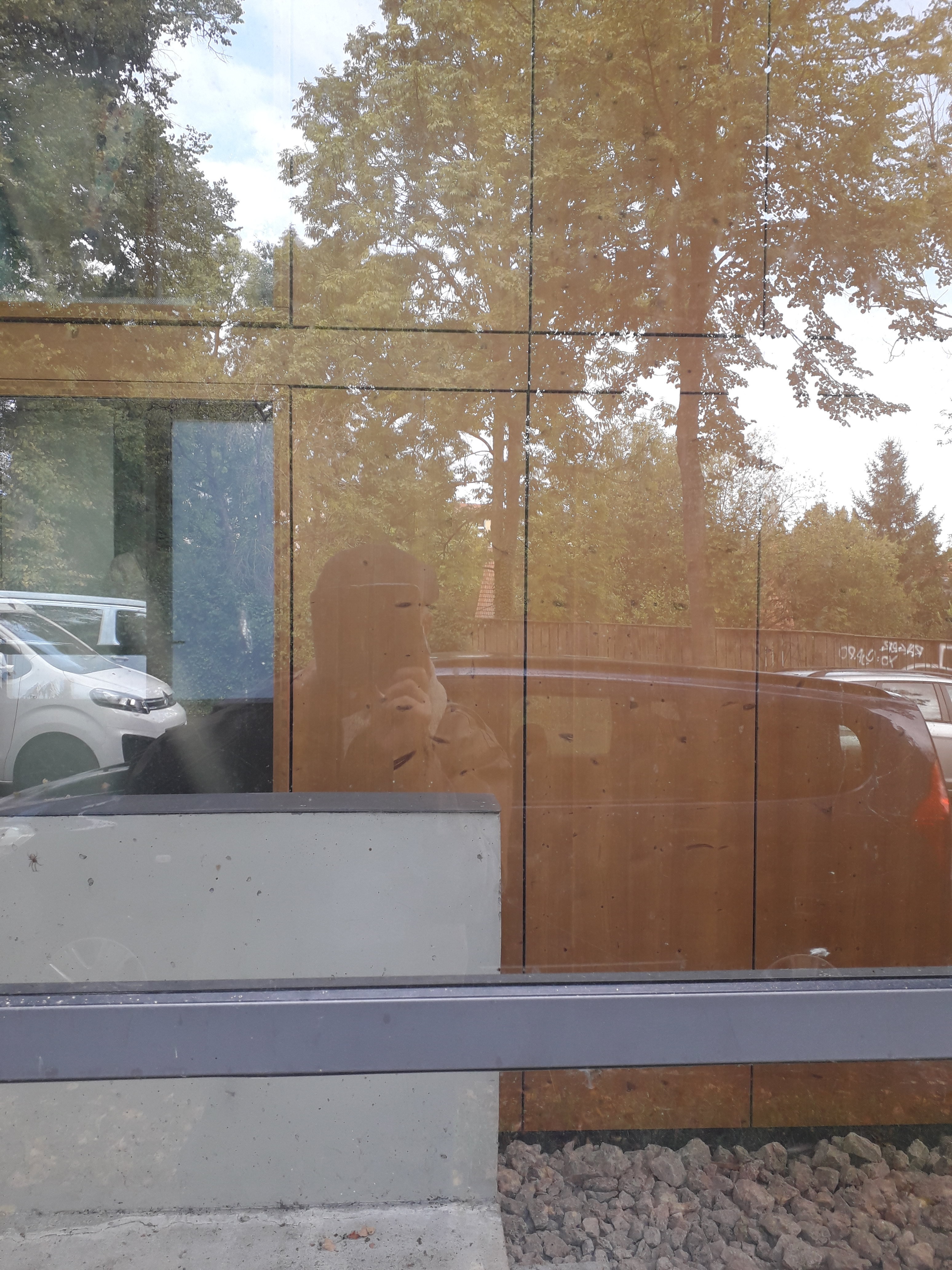
Erich-Markel-Haus in Weimar, Blick durch das Fenster auf das Innenhaus

Das Haus-im-Haus-Prinzip ist eine energetisch-ökologische Bauweise, in der in einem größeren Baukörper wie zum Beispiel einer Scheune oder auch Kirche ein kleinerer eingebaut wird. 

## Zweck
Diese Methode wurde in den 1990er Jahren von dem Maschinenbauingenieur Klaus Becher entwickelt. Das Verfahren ist patentiert. Im Kern geht es darum die im Haus entstehende Feuchtigkeit ohne Wärmeverluste und ohne komplizierte Lüftungsanlagen nach außen zu transportieren. Baugefährdende Feuchtigkeit und gesundheitsgefährdender Schimmel sind so physikalisch ausgeschlossen. Für Becher brachte diese Idee zahlreiche Preise bei Bio-Bau-Wettbewerben ein.

## Beispiele
In diesem Verfahren wurde u. a. in Weimar das Erich-Markel-Haus zum Studentenwohnheim der Bauhaus-Universität Weimar umfunktioniert. In der Christuskirche (Nürnberg) wurden In den Jahren 2006 bis 2008 wurden nach dem Haus-im-Haus-Prinzip Gemeinderäume in die hintere Hälfte des ursprünglich ungeteilten Kirchenraums eingebaut. In der Pfarrkirche St. Bartholomäus (Heidelberg-Wieblingen) steht der neue Einbau als Haus-im-Haus im alten Kirchenraum und besitzt ein eigenes statisches System. Die alte, erhöhte Altaranlage und die alte Altarrückwand wurden dafür abgebrochen.